# تپه شاه اسماعیل ۱
تپه شاه اسماعیل ۱ مربوط به سده‌های ۷ تا ۸ ه‍.ق است و در شهرستان زابل، بخش میانکنگی، دهستان قرقری، ۹۷۵ متری جنوب غربی روستای علیخان زمان واقع شده و این اثر در تاریخ ۲۸ اسفند ۱۳۸۵ با شمارهٔ ثبت ۱۸۹۶۴ به‌عنوان یکی از آثار ملی ایران به ثبت رسیده است.